# Nobody Knows You When You’re Down and Out
«Nobody Knows You When You’re Down and Out» — блюзовый стандарт, написанный пианистом Джимми Коксом в 1923 году и первоначально исполнявшийся в стиле водевиля-блюз после экономической депрессии в США 1920—1921 годов. Более поздняя запись Бесси Смит 1929 года стала популярной в первые годы Великой депрессии благодаря актуальному тексту о мимолетности непрочного богатства и псевдо-дружбы, которая приходит и уходит вместе с ним. С момента записи Смит в 1929 году песня была адаптирована и записана множеством известных музыкантов в самых разных стилях.

## Текст и композиция
В 1923 году Джимми Кокс сочинил песню по следам экономической депрессии 1920—1921 годов. Депрессия произошла на фоне рецессии, последовавшей за Первой мировой войной и затронувшей многие ведущие экономики мира. В этот период экономика США пережила серьезный спад, а уровень безработицы резко возрос. Отражая этот неожиданный экономический спад, текст песни представляет собой предостерегающую историю о переменчивой природе удачи и сопутствующих ей отношениях.
Песня представляет собой блюз в умеренном темпе с элементами регтайма, который следует за восьмитактовой прогрессией. Playо файле:  

## Ранние записи
Хотя песня «Nobody Knows You When You Are Down and Out» была опубликована в 1923 году, первая известная интерпретация появилась только в записи 1927 года. Блюзовый и джазовый музыкант Бобби Ликан, записывавшийся с различными ансамблями, такими как South Street Trio, Dixie Jazzers Washboard Band и Six Hot Babies Фэтса Уоллера, записал «Nobody Needs You When You’re Down and Out» под псевдонимом «Blind Bobby Baker and his guitar». Его версия, записанная в Нью-Йорке в июне 1927 года, имеет отличия в тексте, по сравнению со ставшей классической версией 1929 года.
Вторая известная запись песни была сделана 11 января 1929 года малоизвестным вокальным квартетом Aunt Jemima Novelty Four, который первым использовал теперь привычное название «Nobody Knows You When You’re Down and Out».
Бесси Смит записала песню 15 мая 1929 года в Нью-Йорке. В отличие от более ранних версий, она записала песню с инструментальным сопровождением, включая партию трубы. Когда пластинка Смит вышла 13 сентября 1929 года, текст песни оказался на удивление пророческим. Менее чем за две недели до этого фондовый рынок Нью-Йорка достиг исторического максимума, но уже через две недели произошел самый большой спад в результате краха Уолл-стрит в 1929 году, который ознаменовал начало десятилетней Великой депрессии .
Песня Бесси Смит «Nobody Knows You When You’re Down and Out» стала одним из ее самых больших хитов, и «больше, чем какая-либо другая, эта песня ассоциируется у большинства людей с Бесси Смит».
Песня настолько ассоциировалась с Бесси Смит, что ее никто не записывал снова, пока не прошло целое поколение. Она стала блюзовым стандартом, который «заставил толпы ее [Смит] подражательниц пытаться (тщетно) сравняться с ней на протяжении последующих десятилетий». В конце 1950-х и начале 1960-х годов песня стала популярной во время возрождения американской фолк-музыки; версия Нины Симон достигла 23-го места в чарте Billboard R&B, а также 93-го места в поп-чарте Hot 100 в 1960 году.

## Версии Эрика Клэптона
Когда Эрик Клэптон был студентом Кингстона в начале 1960-х годов, его привлекала лондонская фолк-музыка и манера игры на акустической гитаре Биг Билла Брунзи. Наряду с «Key to the Highway», «Nobody Knows You When You’re Down and Out» была одной из первых песен, которые Клэптон научился играть в этом стиле. В 1970 году он записал электрическую версию со своей группой Derek and the Dominos для альбома Layla and Other Assorted Love Songs. Запись проходила в студии Criteria Studios в Майами, с Джимом Гордоном (ударные), Карлом Рэдлом (бас), Бобби Уитлоком (орган) и Дуэйном Оллменом (слайд-гитара). Ранее Оллман уже записал «Nobody Knows You When You’re Down and Out» со своим братом Греггом и использовал похожие гитарные партии для записи Derek and the Dominos. Клэптон использовал гитарный усилитель Fender Champ, в то время как Оллман играл через Fender Twin. Запись с концерта в Fillmore East 24 октября 1970 года была включена в альбом Live at the Fillmore, выпущенный в 1994 году. В этой версии Клэптон исполнил все партии гитары, а Уитлок сыграл на фортепиано.
В 1992 году Клэптон включил блюз в свою программу для серии MTV Unplugged. В соответствии с тематикой шоу песня была исполнена в акустическом стиле. Клэптон рассказывал: «Мне также нравилось возвращаться и играть старые вещи, такие как „Nobody Knows You When You’re Down and Out“, с которых все начиналось в Кингстоне много лет назад».